# 富山駐屯地
富山駐屯地（とやまちゅうとんち、JGSDF Camp Toyama）は、富山県砺波市に所在し、第7施設群第382施設中隊などが駐屯する陸上自衛隊の駐屯地である。

## 概要
富山県唯一の自衛隊施設であり、陸上自衛隊のなかでは小規模な駐屯地である。唯一の実力部隊が駐屯することから、重要な位置づけがある。駐屯地司令は第382施設中隊長が兼務。
非常に手狭なため、有事の際に満足な活動が期待できないとして、富山県知事（当時）の石井隆一や砺波市などの地元自治体は、防衛省にたびたび拡張要望を出していた。
要望に基づき、有事の際の支援拠点となる能力を有するべく拡張工事を2019年（令和元年）に着工。2021年（令和3年）3月に完成した。これにより有事の際は大型ヘリ（CH-47）も離着陸可能な大型ヘリポートを有する駐屯地となった。

## 沿革
陸上自衛隊金沢駐屯地富山分屯地
- 1961年（昭和36年）8月23日：設置決定[5]。
- 1962年（昭和37年）
  - 10月10日：金沢駐屯地の富山分屯地として開設[6]。第321地区施設隊が豊川駐屯地から移駐。
  - 同年の秋の行楽期までに、芹谷にある千光寺から芹谷山の展望台を結ぶドライブウェイを新設[7]。
- 1963年（昭和38年）
  - 5月2日：自衛隊第321地区施設隊が開所式[5]。
  - 10月3日：同日より開始された砺波チューリップ公園の工事に協力する[8]。

陸上自衛隊富山駐屯地
- 1966年（昭和41年）2月21日：富山駐屯地に昇格[9]。第425会計隊が創設。
- 1968年（昭和43年）3月1日：第410基地通信隊が創設。
- 1973年（昭和48年）3月27日：第321地区施設隊が第4施設団直轄となる。
- 1975年（昭和50年）3月26日：第410基地通信隊が第306基地通信中隊富山派遣隊に改編。
- 1993年（平成5年）3月30日：第321地区施設隊が第4施設団直轄の第301施設隊に改編。
- 2006年（平成18年）3月28日：第301施設隊が第7施設群隷下の第382施設中隊に改編。第104直接支援大隊整備第2直接支援中隊富山派遣隊が新編。
- 2015年（平成27年）3月26日：第425会計隊が第336会計隊富山派遣隊に改編。

## 駐屯部隊

### 中部方面隊隷下部隊
- 第4施設団
  - 第7施設群
    - 第382施設中隊
- 中部方面後方支援隊
  - 第104施設直接支援大隊
    - 第2直接支援中隊
      - 富山派遣隊：第382施設中隊を支援
- 中部方面会計隊
  - 第336会計隊
    - 富山派遣隊
- 中部方面システム通信群
  - 第104基地システム通信大隊
    - 第306基地通信中隊
      - 富山派遣隊

### 防衛大臣直轄部隊
- 中部方面警務隊
  - 第130地区警務隊
    - 金沢派遣隊
      - 富山連絡班

## 最寄の幹線交通
- 高速道路：北陸自動車道砺波IC、能越自動車道小矢部東IC
- 一般道：国道156号、国道359号、国道471号、富山県道16号砺波小矢部線、富山県道258号北高木出町線、富山県道21号井波城端線
- 鉄道：西日本旅客鉄道（JR西日本）城端線砺波駅
- 港湾：伏木富山港（特定重要港湾）、氷見漁港（地方港湾）
- 飛行場：富山空港（第三種空港）